# Edin Karamazov
Edin Karamazov (ur. 1965 w Zenicy) – muzyk, pochodzący z Bośni i Hercegowiny, zajmujący się grą na lutni i gitarze. Karamozov studiował grę na lutni barokowej u Hopkinsona Smitha w Schola Cantorum Basiliensis. Rozpoczął karierę muzyczną od gry na gitarze klasycznej i otrzymał nagrody w czterech konkursach gitarowych. Wykorzystuje lutnię w muzyce współczesnej i współczesnych kontekstach improwizacyjnych. Oprócz kariery solowej lubi akompaniować śpiewakom w różnych stylach i środowiskach.

## Współpraca
Współpracował z takimi zespołami jak Hesperion XX, L'Arpeggiata, The Hilliard Ensemble, Mala Punica, Orpheus Chamber Orchestra oraz śpiewakami: Maríą Cristiną Kiehr i Arianną Savall.
Karamozov towarzyszył Andreasowi Schollowi na jego albumie Wayfaring Stranger (Decca 2001).
9 października 2006 roku wydał razem z Stingiem płytę Songs from the Labyrinth. 

## Dyskografia
- Confronting Silence, z Žarko Hajdarhodžićem (Hrvatsko Drustvo Skladatelja, 2004)
- Come, Heavy Sleep (Alpha, 2004)
- Concerto in Dialogo (Aquarius, 2004)
- Songs from the Labyrinth, ze Stingiem (Deutsche Grammophon, 2007)
- The Journey and the Labyrinth ze Stingiem (Deutsche Grammophon, 2007)
- The Lute Is a Song (L'Oiseau-Lyre, 2009)
- Oblivion with Kaliopi (Kaliopi, 2009)
- Klapa Cesarice & Edin Karamazov (Menart, 2012)
- Reminiscences: Music Inspired by the Beatles and Sting (Lumaudis, 2018)
- Lachrimae z Božo Vrećo (Chorwacja, 2020)
- A Musicall Banquet – zbiór pieśni lutniowych z Andreasem Schollem
- Wayfaring Stranger – pieśni ludowe z Andreasem Schollem